# The Hobbit (videogioco 1982)
The Hobbit è un videogioco d'avventura sviluppato dalla Beam Software e pubblicato nel 1982 dalla Melbourne House. Era disponibile per diversi home computer dell'epoca, tra cui il Commodore 64, l'Apple II e lo ZX Spectrum. Riproduce la trama del romanzo Lo Hobbit di Tolkien, e il giocatore controlla Bilbo, ma come compagni di viaggio si hanno solo Gandalf e Thorin.

## Modalità di gioco
The Hobbit è un'avventura testuale, coadiuvata da circa 30 immagini fisse vettoriali. Il parser utilizzato dal gioco si chiama Inglish e "capisce" un sottoinsieme della lingua inglese che comprende frasi come "ask Gandalf about the curious map then take sword and kill troll with it" ("chiedi a Gandalf spiegazioni circa la curiosa mappa e poi prendi la spada e uccidi il troll con essa"). Quasi tutto il vocabolario di parole riconosciute è elencato nel manuale di gioco. Lo stesso parser fu in seguito riutilizzato in un altro gioco della Melbourne, Sherlock.
Altre due caratteristiche, chiamate Animaction e Animtalk, fanno sì che le azioni e reazioni degli altri personaggi non dipendano esclusivamente da quelle del giocatore, ma siano parzialmente casuali, cambiando leggermente la trama da una partita all'altra.